# اوگاوا جیهی هفتم
اوگاوا جیهی هفتم (به ژاپنی: 小川治兵衛, Ogawa Jihei); ۲۵ مهٔ ۱۸۶۰ – ۲ دسامبر ۱۹۳۳) معمار باغ ژاپنی در  دوره میجی اهل ژاپن بود.